# リサ・クドロー
リサ・クドロー（Lisa Kudrow, 1963年7月30日 - ）は、アメリカ合衆国の女優。カリフォルニア州出身。本名リサ・マリー・ダイアン・クドロー（Lisa Marie Diane Kudrow）。ユダヤ系。『フレンズ』のフィービー役で知られる。

## 来歴
父親が医者のため、自身も医者になるためにヴァッサー大学で勉強していたが、演劇、特にコメディに興味を持つようになり、大学を卒業した後に劇団に加わるようになった。
1992年から始まったテレビドラマ『あなたにムチュー』で、風変わりなウェイトレス、アースラでセミレギュラーとして出演し、注目を集める。その後、1994年開始のテレビドラマ『フレンズ』で、主役の1人である、風変わりな女の子フィービーを演じ、スターの仲間入りをした。ちなみに、アースラとフィービーは双子という設定で（アースラが姉）、『フレンズ』には、アースラが登場するエピソードもある。
『フレンズ』終了後も映画・テレビに多く出演。2008年からオンラインで放映されているコメディWeb Therapyでは主演のほかに脚本や製作も手がけている。
リアリティ番組『Who Do You Think You Are?』ではエグゼクティブ・プロデューサーの一人を務め、エミー賞にもノミネートされた。このシリーズ内で自身のルーツを辿るエピソードも放映され、曾祖母はホロコーストにて命を落としたことが判明した。

### 私生活
1995年に結婚し、1998年に息子が生まれている。

## 主な出演作品

### 映画
| 公開年 | 邦題 原題                                                                   | 役名                                       | 備考     |
| ------ | --------------------------------------------------------------------------- | ------------------------------------------ | -------- |
| 1991   | チャイルド・ショック The Unborn                                             | ルイーザ                                   |          |
| 1992   | ボディ・パッション In the Heat of Passion                                   | 出納係                                     |          |
| 1992   | ダンス・ウィズ・デス/Tバック・ストリッパー連続猟奇殺人事件 Dance with Death | ミリー                                     |          |
| 1996   | ミスター・コンプレックス/結婚恐怖症の男 Mother                              | リンダ                                     |          |
| 1997   | ロミーとミッシェルの場合 Romy and Michele's High School Reunion             | ミッシェル                                 |          |
| 1998   | 熟れた果実 The Opposite of Sex                                              | ルシア                                     |          |
| 1999   | アナライズ・ミー Analyze This                                               | ローラ・ソボル                             |          |
| 2000   | 電話で抱きしめて Hanging Up                                                 | マディ                                     |          |
| 2000   | ラッキー・ナンバー Lucky Numbers                                            | クリスタル                                 |          |
| 2001   | オール・オーバー・ザ・ガイ All Over the Guy                                 | マリー                                     |          |
| 2001   | ドクター・ドリトル2 Dr. Dolittle 2                                          | エバ                                       | 声の出演 |
| 2002   | アナライズ・ユー Analyze That                                               | ローラ・ソボル                             |          |
| 2003   | マーシーX フレンズ以上、恋人未満!? Marci X                                  | マーシー                                   |          |
| 2003   | ワンダーランド Wonderland                                                   | シャロン・ホームズ                         |          |
| 2005   | ハッピー・エンディング Happy Endings                                        | メイミー                                   |          |
| 2007   | ハートブロッカー Kabluey                                                    | レスリー                                   |          |
| 2007   | P.S. アイラヴユー P.S. I Love You                                           | デニース                                   |          |
| 2009   | ホテル・バディーズ ワンちゃん救出大作戦 Hotel for Dogs                      | ロイス                                     |          |
| 2009   | 水曜日のエミリア Love and Other Impossible Pursuits                         | キャロリン                                 |          |
| 2009   | バンドスラム Bandslam                                                       | カレン                                     |          |
| 2010   | 小悪魔はなぜモテる?! Easy A                                                 | ミセス・グリフィス（スクールカウンセラー） |          |
| 2016   | ガール・オン・ザ・トレイン The Girl on the Train                            | マーサ                                     | [ 8 ]    |
| 2017   | ボス・ベイビー The Boss Baby                                                | ジャニス・テンプルトン                     | 声の出演 |
| 2017   | ウェディング・テーブル Table 19                                             | ビーナ・ケップ                             |          |
| 2019   | ロング・ショット 僕と彼女のありえない恋 Long Shot                           | キャサリン                                 |          |
| 2019   | ブックスマート 卒業前夜のパーティーデビュー Booksmart                       | シャーメイン・アンツラー                   |          |
| 2020   | コスメティック・ウォー わたしたちがBOOSよ! Like a Boss                      | シェイ・ホイットモア                       |          |
| 2022   | ブロードウェイ ドリーム! Better Nate Than Ever                              | ヘイディおばさん                           |          |

### テレビシリーズ
| 放映年    | 邦題 原題                                                      | 役名                     | 備考                      |
| --------- | -------------------------------------------------------------- | ------------------------ | ------------------------- |
| 1992-1999 | あなたにムチュー Mad About You                                 | アースラ・ブッフェ       | 24エピソード              |
| 1994-2004 | フレンズ Friends                                               | フィービー・ブッフェ     | 238エピソード             |
| 2005      | ザ・カムバック The Comeback                                    | ヴァレリー・チェリッシュ | 13エピソード              |
| 2008-     | Web Therapy                                                    | フィオナ・ウォーリス     | ウェブ番組 100エピソード  |
| 2010      | クーガータウン Cougar Town                                     | エイミー・エヴァンス     | 1エピソード               |
| 2011-     | Web Therapy                                                    | フィオナ・ウォーリス     | テレビドラマ 31エピソード |
| 2013      | スキャンダル 託された秘密 Scandal                              | ジョセフィン・マーカス   | 6エピソード               |
| 2016      | アンブレイカブル・キミー・シュミット Unbreakable Kimmy Schmidt | ロリ=アン・シュミット    | 1エピソード               |
| 2020      | スペース・フォース Space Force                                 |                          | リカーリング              |